# كفر المشايخ
قرية كفر المشايخ هي إحدى القرى التابعة لمركز قلين في محافظة كفر الشيخ في جمهورية مصر العربية. حسب إحصاءات سنة 2006، بلغ إجمالي السكان في كفر المشايخ 3,433 نسمة، منهم 1,771 رجل و1,662 امرأة.